# Maximilian Tschitschke
Maximilian Tschitschke (* 21. Januar 1875 in Bad Landeck, Landkreis Habelschwerdt, Provinz Schlesien; † 2. März 1940 in Voigtsdorf, Landkreis Habelschwerdt, Provinz Niederschlesien) war ein römisch-katholischer Geistlicher, Heimatforscher und Verfasser zahlreicher heimat- und ortsgeschichtlicher Schriften und Aufsätze. Seit 1925 war er Vorsitzender der Zentrumspartei des Kreises Habelschwerdt.

## Leben
Maximilian Tschitschke besuchte das Gymnasium in Patschkau und studierte anschließend für das Erzbistum Prag, zu dem die Grafschaft Glatz bzw. das Glatzer Land bis 1972 gehörte, Katholische Theologie an der Universität Breslau. Dort wurde er am 23. Juni 1901 zum Priester geweiht. Nach Kaplansjahren in Ebersdorf und Rosenthal wurde er 1911 Administrator und 1914 Pfarrer an der St.-Michael-Kirche in Voigtsdorf.
Neben seiner Seelsorgstätigkeit befasste er sich schon als Kaplan mit Quellenstudien zur Geschichte der Grafschaft Glatz. Unter seinen Aufsätzen finden sich Orts- und Flurbeschreibungen, Glatzer Adelsgeschlechter und Persönlichkeiten, die Landwirtschaft, die Volkstracht, die Meilenmessung, das Glatzer Brauurbar, das mittelalterliche Pilgerwesen sowie kirchliche Stiftungen und Friedhofsbestimmungen. Die meisten seiner Aufsätze erschienen in den „Glatzer Heimatblättern“, deren Herausgeber er war.

## Werke
- Geschichte der Stadt und Pfarrei Mittelwalde. In: Glatzer Heimatschriften. Band VIII. Arnestus-Druckerei und Kommissionsverlag A. Walzel, Mittelwalde 1921.
- Josef Knauer – Fürstbischof von Breslau. 1931.
- Geschichte der Pfarrei Rosenthal in der Grafschaft Glatz Verlag J. Wolf, Habelschwerdt 1907.
- Geschichte der Stadt und Pfarrei Mittelwalde. A. Walzel, 1921.

### Aufsätze (Auswahl)
- Die alten Schöppenbücher von Peucker. In: Blätter für Geschichte und Heimatkunde der Grafschaft Glatz. 1, 1906–1910, S. 225–228.
- Statistische Darstellung der Seelsorgebenefizien und kirchlichen Stiftungen der Grafschaft Glatz bis zum Jahr 1500. In: Blätter für Geschichte und Heimatkunde der Grafschaft Glatz. 2, 1911–1920, S. 1–21.
- Beiträge zur Geschichte der Stadt und Herrschaft Mittelwalde. In: Franz Albert: Festschrift zu Dr. Franz Volkmers 75. Geburtstag. Glatzer Heimatschriften, Band 5, Habelschwerdt 1921, S. 11–18.
- Zur Geschichte der Stadt und Herrschaft Mittelwalde. In: Wilhelm Müller-Rüdersdorf: Die Grafschaft Glatz: Das Buch des Landes und Volkes. Verlag F. Goerlich, Breslau 1924, S. 121–128.
- Der letzte Propst der Arnestinischen Stiftung. In: Glatzer Heimatblätter. Band 12, 1926, S. 113–125.
- Die Gesindeordnung in der Herrschaft Grafenort nach dem Urbar von 1785–1805. In: Glatzer Land. Band 10, 1930, S. 36–42.
- Der Bauernaufstand in der Herrschaft Grafenort 1679/90. In: Glatzer Heimatblätter. Band 17, 1931, S. 57–69.
- Leonhard von Veldhammer, ein vergessener Kolonisator der Grafschaft Glatz. In: Der Grafschafter. Band 13, 1933, S. 23–27.
- Die Feldmark Peucker. In: Glatzer Heimatblätter. Band 22, 1936, S. 120–134.
- Um die Erlitzbrücke zwischen Bärnwald und Peucker. In: Glatzer Heimatblätter. Band 25, 1939, S. 28–30.
- Landesverweisung. Der Neuroder Tonschreiber Joann Brandhoft und seine Familie werden des Landes verwiesen. In: Glatzer Heimatblätter. 1923, S. 28–29.
- Zahlungsleistung und Valutaänderung. Erlaß der Kaiserin Maria Theresia am 3.10.1761 bezüglich schlechten und geringhaltigen im Umlauf befindlichen Geldes. In: Glatzer Heimatblätter. 1923, S. 29.